# فرانسیسکو پیزارو (نارینیو)
فرانسیسکو پیزارو (انگلیسی: Francisco Pizarro, Nariño) نام شهری در کشور کلمبیا است.